# Liste der Monuments historiques in Angervilliers
Die Liste der Monuments historiques in Angervilliers führt die Monuments historiques in der französischen Gemeinde Angervilliers auf.

## Liste der Bauwerke
| Bezeichnung           | Beschreibung | Standort | Kennzeichnung | Schutzstatus | Datum | Bild           |
| --------------------- | ------------ | -------- | ------------- | ------------ | ----- | -------------- |
| Schloss Angervilliers |              | (Lage)   | PA00087801    | Inscrit      | 1985  | weitere Bilder |

## Liste der Objekte
- Monuments historiques (Objekte) in Angervilliers in der Base Palissy des französischen Kultusministeriums